# Ítanos
Ítanos är en fornlämning i Grekland. Den ligger i prefekturen Nomós Lasithíou och regionen Kreta, i den sydöstra delen av landet, 400 km sydost om huvudstaden Aten. Ítanos ligger 5 meter över havet.
Terrängen runt Ítanos är platt åt nordost, men åt sydväst är den kuperad. Havet är nära Ítanos åt nordost. Närmaste större samhälle är Sitia, 15,5 km väster om Ítanos. 